# Peter Turrini

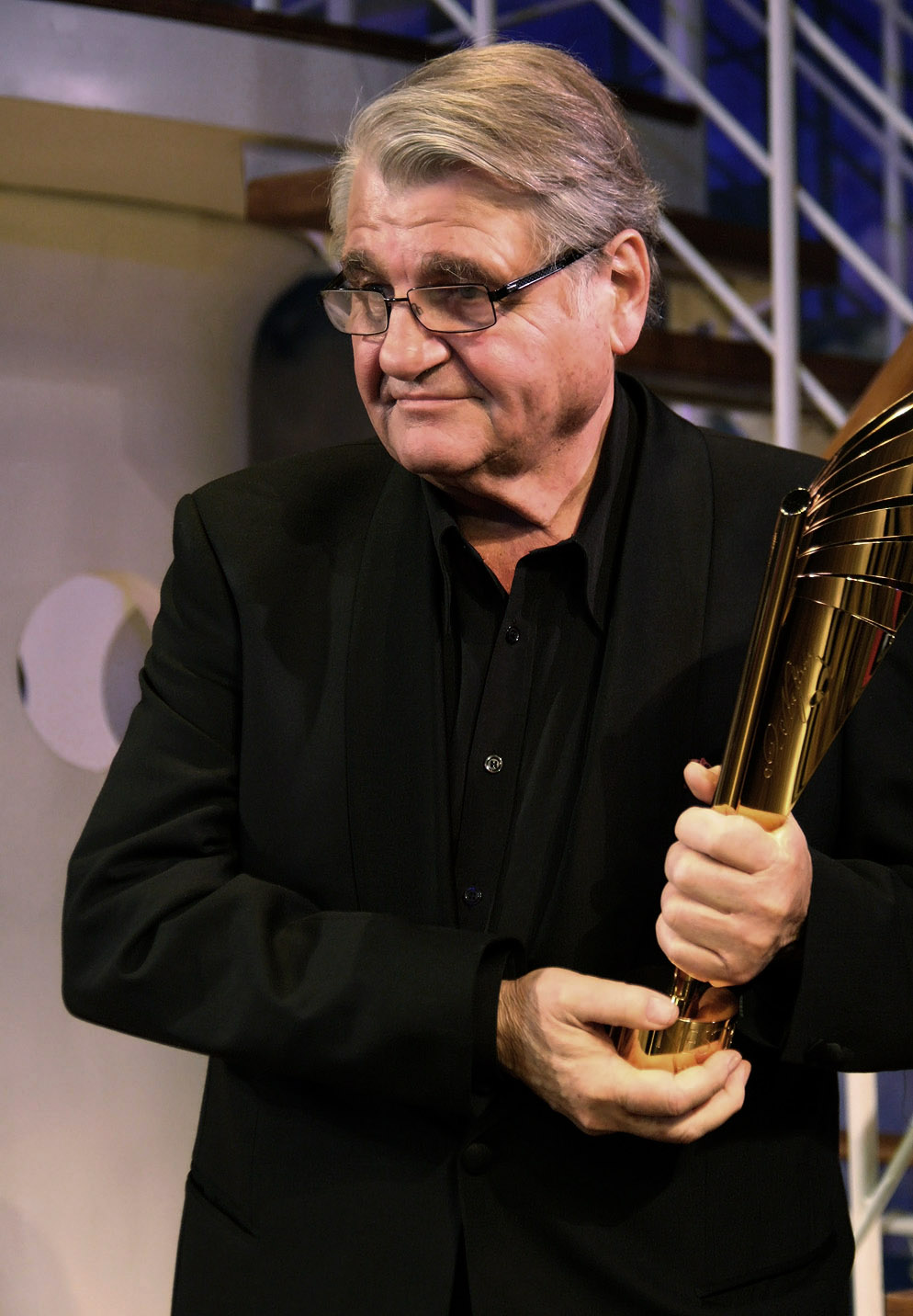
Peter Turrini podczas wręczenia nagrody Nestroya 2011 za całokształt twórczości

Peter Turrini (ur. 26 września 1944 w Sankt Margarethen im Lavanttal w Karyntii) – austriacki pisarz. Znany głównie jako twórca prowokacyjnych sztuk teatralnych, a także scenariuszy filmowych, poezji i esejów.

## Życiorys
Peter Turrini dorastał w Maria Saal w Karyntii. Za pośrednictwem kompozytora Gerharda Lampersberga szybko wszedł w kontakt ze środowiskiem wiedeńskiej awangardy. W latach 1963–1971 parał się wieloma zawodami, a w latach 1967–1968 mieszkał na wyspie Rodos. Pisarstwu poświęcił się od roku 1971, dzieląc czas między Wiedeń i Retz. Dzieła Turriniego zostały przetłumaczone na trzydzieści języków i są wystawiane na całym świecie.

## Twórczość
Autor zyskał popularność sztukami Rozznjogd (1971) i Sauschlachten (1972) oraz jako scenarzysta serialu Alpensaga (Saga alpejska), kręconego w latach 1974–1979. Nie unikał literackiego wykorzystania dialektu, zwłaszcza w pierwszym etapie twórczości. Peter Turrini swoje spojrzenie na teatr określa tak: „Nie jest rolą teatru pokazywać fakty naturalistycznie albo rozwiązywać problemy, ale pokazywać je w sposób przerysowany”. Często porusza, w charakterystycznym tonie, tematykę świata skupionego wokół pracy. Turrini regularnie pojawia się na wieczorach autorskich oraz imprezach kulturalnych. Kojarzony jest z ruchem lewicowym.
Turrini napisał 36 sztuk teatralnych, trzy libretta operowe, 55 wydań książkowych, 14 zrealizowanych scenariuszy filmowych oraz 17 słuchowisk.  

## Recepcja
Wybór dzieł Turriniego dostępny jest także w tłumaczeniu na język polski.
Sztuki Petera Turriniego należą do jednych z najczęściej wystawianych w Polsce dramatów z kręgu dramatopisarzy austriackich. Analiza materiału recepcyjnego potwierdza wzrastające z roku na rok zainteresowanie polskiego odbiorcy twórczością austriackiego dramaturga i wzmożoną recepcją jego dzieł w ostatnich latach. Począwszy do roku 1997 regularnie w odstępie roku, dwóch lub trzech lat prezentowane są na scenach teatrów w Polsce premiery kolejnych dramatów tego autora. 

## Nagrody i wyróżnienia
Pisarz został uhonorowany licznymi nagrodami i wyróżnieniami, m.in. Nagrodą im. Gerharta Hauptmanna (1981), doktoratem honoris causa Uniwersytetu w Klagenfurcie (2010) oraz Nagrodą Nestroya za całokształt twórczości (2011), Vinzenz-Rizzi-Preis 2014 oraz w roku 2017 Kulturpreis des Landes Kärnten.

## Wybrane dramaty
- Rozznjogd (1971)
- Sauschlachten (1972)
- Kindsmord (1973)
- Josef und Maria (1980; uzupełniona wersja, 1999)
- Die Bürger (1981)
- Die Minderleister (1988)
- Tod und Teufel (1990)
- Alpenglühen (1993)
- Die Schlacht um Wien (1995)
- Tod und Teufel (1999) (opera, muzyka Gerd Kühr(inne języki))
- Die Eröffnung (2000)
- Ich liebe dieses Land (2001)
- Der Riese vom Steinfeld (2002) (opera, muzyka Friedrich Cerha)
- Bei Einbruch der Dunkelheit (2005)
- Mein Nestroy (2006)
- Der Diener zweier Herren (2007) (Sługa dwóch panów, na motywach Carla Goldoniego)
- Was macht man wenn... Ratschläge für den kleinen Mann (2009)
- Silvester (2011) (Sylwester)
- Der Riese vom Steinfeld. Sztuka teatraln (2012)
- Aus Liebe. Sztuka teatraln (2013), prapremiera w Theater in der Josefstadt
- Manchmal ist ein Fasan eine Ente. Verlag Jungbrunnen (2013).
- C'est la vie – Eine Revue. Prapremiera 19 września 2014 w Theater in der Josefstadt (2014)
- Sieben Sekunden Ewigkeit. Sztuka teatralna. Prapremiera 12 stycznia 2017 w Theater in der Josefstadt (2016)
- Fremdenzimmer. Prapremiera 25 stycznia 2018 w Theater in der Josefstad (2018)
- Rozzenjogd, z ilustracjami Gerharda Haderera. Haymon Verlag. Innsbruck (2018)

### Nagrania płytowe
- 1973 Helmut Qualtinger czyta teksty Petera Turriniego. Uzzi Förster. Langspielplatte. Wien: Es ist ein gutes Land. Preiser Records.
- 1975 Peter Turrini czyta Rozznjogd. Stuttgart: Intercort Literar Serie.
- 1985 Peter Turrini czyta Wiersze. GIG Records.
- 1996 Peter Turrini i Kisten Dene czuytają z Im Namen der Liebe. Musik: Hans-Georg Koch. CD. Wien: ORF.
- 1996 Peter Turrini i Otto Schenk cytają Helmut Qualtinger. CD. Wien: ORF.
- 1999 Peter Turrini czyta Alpenglühen. CD. Wien: ORF.
- 2000 Peter Turrini czyta Die Verhaftung des Johann Nepomuk Nestroy. CD. Lienz: Waku word.
- 2000 Peter Turrini czyta Ein paar Schritte zurück. CD. Lienz: Waku word.
- 2004 Peter Turrini czyta Die Eröffnung. CD. Wien: ORF.
- 2012 Turrini czyta Walla. CD. Wien: Fabrique Records.
- 2013 Peter Turrini iSophie Aujesky czytają Manchmal ist ein Fasan eine Ente. CD. Wien: ORF.

## Literatura sekundarna
- Wolfgang Schuch, Klaus Siblewski (Hrsg.): Peter Turrini. Texte, Daten, Bilder. Luchterhand Literaturverlag, Frankfurt am Main 1991, ISBN 3-630-61960-6 (= Sammlung Luchterhand, Band 960).
- Jutta Landa (Hrsg.): I am too many people. Peter Turrini: playwright, poet, essayist. Ariadne Press, Riverside, CA 1998, ISBN 1-572-41040-X (englisch).
- Herbert Neubauer (Photos), Silke Hassler: Masken und Gesicht. Peter Turrini im Portrait. Essay, Wieser, Klagenfurt 2006, ISBN 978-3-85129-619-8 (= Europa erlesen: Literaturschauplatz).
- Klaus Amann: Kämpfer, Künstler, Narr und Bürger. Lesebuch über das Phänomen Turrini. Residenzverlag, Salzburg / St. Pölten 2007. ISBN 978-3-701-73058-2.
- Heiner Hammerschlag: Der Dichter und das Dorf. Broschüre. Sonderdruck Carinthia, Klagenfurt 2010.
- Arno Rußegger: Ein romantischer Realist. StudienVerlag. Innsbruck 2016.
- Christine Grond-Rigler: Zur internationalen Rezeption der Dramen von Peter Turrini. StudienVerlag. Innsbruck 2016.
- Christine Rigler: Diese Komödie ist eine Tragödie: Werk und Leben des Schriftstellers Peter Turrini. Biographie, Haymon Verlag, Innsbruck 2019, ISBN 978-3-7099-3473-9.

## Weblinks[Bearbeiten]
- Offizielle WebSite von Peter Turrini
- Peter Turrini w Internet Movie Database (j. angielski)
- Literatur von und über Peter Turrini im Katalog der Deutschen Nationalbibliothek
- Peter Turrini bei literaturhaus.at
- Biografia – Archiv der Zeitgenossen
- Wybór tekstów – Archiv der Zeitgenossen
- Peter Turrini. Rückkehr an meinen Ausgangspunkt – RR* film biograficzny